# Arifureta – Từ tầm thường đến bất khả chiến bại
Arifureta shokugyō de sekai saikyō (Nhật: ありふれた職業で世界最強 dịch: "Mạnh nhất thế giới bằng nghề nghiệp tầm thường") là một light novel Nhật Bản do Shirakome Ryo viết và vẽ minh họa bởi Takayaki. Bắt nguồn từ web novel, series đã được xuất bản thành sách từ nam 2015. Tại Việt Nam, Amak Books mua bản quyền và phát hành light novel dưới tên Arifureta – Từ tầm thường đến bất khả chiến bại dựa theo tên tiếng Anh của phiên bản Bắc Mĩ thay vì tên tiếng Nhật gốc. Tiểu thuyết tiền truyện được xuất bản vào năm 2017. Series sau đó được chuyển thể thành manga xuất bản trên trang Comic Gardo từ năm 2016. Một bản chuyển thể anime do White Fox và Asread đồng sản xuất đã lên sóng truyền hình từ năm 2019, mùa thứ hai do Asread và Studio Mother thực hiện lên sóng vào năm 2022, mùa ba dự kiến lên sóng từ ngày 14 tháng 10 năm 2024.

## Cốt truyện
Cậu học sinh cao trung Nagumo Hajime hay bị bắt nạt bởi nhóm Hiyama Daisuke vì quá thân thiết với nữ thần tượng của lớp là Shirasaki Kaori. Khi cả lớp bị dịch chuyển tới thế giới khác, các bạn học đều có những kỹ năng ma thuật mạnh mẽ, trong khi cậu chỉ có kỹ năng giả kim, một kỹ năng thông dụng dùng để sáng tạo và chế tác. Trong một lần thám hiểm hang động, cậu bị phản bội bởi bạn học của mình và bị đẩy tới cuối tận cùng của vực thẳm. Mặc dù sống sót, cậu bị quái thú tấn công và mất đi tay trái. Vô tình uống nước thánh và sau khi ăn thịt quái thú, cậu được tăng thể chất, sức mạnh và pháp thuật. Kết hợp với kỹ năng giả kim, cậu chế tạo vũ khí để thoát khỏi hang động và trở nên mạnh hơn. Trong cuộc hành trình của cậu, cậu gặp được một cô bé ma cà rồng bị giam giữ tên là Yue, sau đó là cô gái tai thỏ Shea, cô gái rồng Tio, và những người khác.

## Nhân vật
Nagumo Hajime (南雲 ハジメ)
Lồng tiếng bởi: Fukamachi Toshinari (tiếng Nhật), Matt Shipman (tiếng Anh)
Cậu học sinh cao trung được dịch chuyển tới thế giới khác và nhận được kỹ năng giả kim loại thấp. Cậu bị phản bội bởi bạn bè và rơi xuống vực thẳm. Sau khi sống sót, cậu tìm đường trở về thế giới của mình.
Yue (ユエ Yue)
Lồng tiếng bởi: Kuwahara Yūki (tiếng Nhật), Tia Ballard (tiếng Anh)
Một công chúa ma cà rồng bị phản bội và nhốt tù bởi chú của mình ở đáy Mê cung Oscar Orcus khoảng 300 năm cho tới khi Hajime giải thoát cô.
Shea Haulia (シア・ハウリア Shia Hauria)
Lồng tiếng bởi: Takahashi Minami
Một cô nàng người thỏ. Cô có thể nhìn thấy được tương lai và dùng búa làm vũ khí của mình.
Shirasaki Kaori (白崎 香織)
Lồng tiếng bởi: Ōnishi Saori
Bạn chung lớp với Hajime và cũng là nữ thần tượng của lớp. Cô là người duy nhất chủ động bắt chuyện với Hajime. Cô có kỹ năng hồi phục sau khi được dịch chuyển tới thế giới khác. Sau khi Hajime trở lại cùng những đồng đội mới, cô quyết định tỏ tình với Hajime, sau đó đi cùng với nhóm của Hajime. Cô nàng có tính hay ghen, đặc biệt là với Yue và Remia.
 Yaegashi Shizuku (八重樫 雫)
Lồng tiếng bởi: Hanamori Yumiri
Tio Klarus (ティオ・クラルス Tio Kurarusu)
Lồng tiếng bởi: Hikasa Yōko (tiếng Nhật), Morgan Garrett (tiếng Anh)
Là một nữ nhân thuộc Long nhân tộc. Cô có khả năng biến thành rồng để tấn công. Tuy nhiên, cô cũng là một người "khổ dâm" (đây là hậu quả của việc Hajime cắm cọc sắt vào hậu môn của cô trong lần đầu gặp mặt, sau khi đánh bại cuộc tấn công khi cô bị kiểm soát)
Amanogawa Kōki (天之河 光輝)
Lồng tiếng bởi: Kakihara Tetsuya
Hatayama Aiko (畑山 愛子)
Lồng tiếng bởi: Kakuma Ai
Hiyama Daisuke (檜山 大介)
Lồng tiếng bởi: Shiraishi Minoru
Myu (ミュウ Myū)
Lồng tiếng bởi: Ogura Yui (tiếng Nhật), Lara Woodhull (tiếng Anh)
Cô bé thuộc Hải nhân tộc đến từ Erisen. Vốn bị bắt cóc đem bán vào chợ nô lệ, cô bé được Hajime và đồng đội 2 lần cứu thoát khi họ đến Fuhren. Ban đầu cô bé gọi Hajime là Onii-chan (anh trai), tuy nhiên sau đó đổi thành Papa (Bố), điều mà Kaori rất không thích. Mặc dù bất đắc dĩ làm cha nhưng đôi khi Hajime có xu hướng bao bọc Myu quá mức, khiến mọi người nghĩ anh thực sự là bố của cô bé.
Remia (レミア Remia)
Lồng tiếng bởi: Ohara Sayaka (tiếng Nhật), Caitlin Glass (tiếng Anh)
Mẹ của Myu, cũng là hải nhân tộc đến từ Erisen. Cô bị bọn bán nô lệ gây thương tích, nhưng Kaori đã chữa lành cho cô. Cô luôn khuyến khích Myu thân với Hajime và thích tán tỉnh anh chàng.
Liliana S. B. Heiligh (リリアーナ・S・B・ハイリヒ Ririāna S. B. Hairihi)
Lồng tiếng bởi: Noriko Shibasaki (tiếng Nhật), Brianna Knickerbocker (tiếng Anh)

## Truyền thông

### Light novels
Shirakome Ryo ban đầu xuất bản series dưới dạng tiểu thuyết mạng trên trang Shōsetsuka ni Narō. Cốt truyện chính bao gồm 8 quyển sách từ ngày 7 tháng 11 năm 2013 cho đến ngày 31 tháng 10 năm 2015, sau đó là 3 chương hậu truyện và 1 chương thêm. Series được chọn để xuất bản trên Overlap, và xuất bản cuốn light novel đầu tiên, được minh họa bởi Takayaki, dưới dạng Overlap Bunko vào tháng 6 năm 2015.
Một tiền truyện sau đó có tên là Arifureta Shokugyō de Sekai Saikyō Zero (ありふれた職業で世界最強　零), hoặc Arifureta Zero, được xuất bản vào tháng 12 năm 2017..

#### Sách
| - "Prologue" 1. "Summoned to Another World With a Commonplace Class" () 2. "The Monster of the Abyss" () 3. "The Golden Vampire Princess" () 4. "Guardian of the Depths" () 5. "Setting Off" () - "A Very Prologue-ish Epilogue" () - Extra Chapter: "An Unwinnable Battle" () |

| 1. "Boy Meets... Worthless Rabbit?" () 2. "Rabbit Reformation" () 3. "The Reisen Labyrinth" () 4. "Miledi Reisen" () - "Epilogue" - Extra Chapter: "Yeah, I'm a Monster. Got a Problem With That?" () |

| - "Prologue" 1. "An Adventurer's Job" () 2. "A New Meeting" () 3. "The Sack of Ur" () - "Epilogue I" - "Epilogue II" - Extra Chapter: "A Very Dramatic Before and After" () |

| 1. "Hajime Becomes an XXX" () 2. "A Looming Shadow" () 3. "A Generic NPC's Valiant Struggle" () 4. "Questioned Worth" () 5. "The Weakest and the Strongest" () - Epilogue: "The Creeping Silver Malice and Madness" () - Extra Chapter: "Kaori Shirasaki, Age 17. Specialty: Shock and Awe" () |

| - "Prologue" 1. "The Grand Gruen Volcano" () 2. "The Sunken Ruins of Melusine" () 3. "A New Vow" () - "Epilogue" - Extra Chapter: "Sunny With a Chance of Thunderstorms" () |

| - "Prologue" 1. "A Disturbing Darkness" () 2. "Invasion of the Capital" () 3. "God's Apostle" () 4. "Betrayal" () 5. "The Events of a Single Day" () - "Epilogue" - Extra Chapter: "The Secret Society, "Soul Sisters."" () |

| - "Prologue" 1. "Haulias Assemble!" () 2. "Roar of Revolution" () 3. "The Princess' Ordeal" () 4. "The Empire VS the Strongest Rabbits" () - "Epilogue" - Extra Chapter: "Lingering Feelings" () |

| 1. "The Hero Returns" () 2. "Haltina's Labyrinth" () 3. "Grab Hold of Hope" () 4. "A Changing Heart" () - "Epilogue" - Extra Chapter: "Verbergen's Monthly Magazine" () |

| - "Prologue" 1. "The Final Labyrinth" () 2. "Whispers" () 3. "Charging Emotions" () 4. "True Heart" () - Extra Chapter: "Girls' Talk: Midnight Edition" () |

| - "Prologue" 1. "The Overpowered Vampire Princess and the Godlike Rabbit's Grand Battle" 2. "Thank God She's Still a Pervert!" 3. "What Makes a Hero" 4. "The Key to the World" - Extra Chapter: "The Seven Most Important Things for an Otherworld Summoning" |

| - "Prologue" 1. "The Demon Lord's Invitation" 2. "The Tiny Hero" 3. "An Instigator Worse Than God" 4. "Before The Decisive Battle" 5. "An Unparalleled Declaration Of War" - Extra Chapter: "The Day All Dragonmen Cried" |

| - "Prologue" 1. "God’s Domain" 2. "An Outstretched Hand" 3. "Their Own Endings" 4. "The White Dragon and the Silver Apostle" 5. "Ragnarok" 6. "Shea Haulia’s Utter Domination of the Platinum Apostles" 7. "Dragon God’s Advent" 8. "Unexpected Aid" - "Epilogue" - Extra Chapter: "An Affectionate Challenge for the Vampire Princess" |

| - "Prologue" 1. "Humanity’s Full Might" 2. "Everyone’s Battlefields" 3. "The Valkyrie’s Pride" 4. "The Truth Behind God and the Final Battle" 5. "From Run of the Mill to King of the Hill" 6. "The End of a Journey" - "Epilogue" - Extra Chapter: "Another Epilogue" |

#### Arifureta Zero
| - "Prologue" 1. "The Meeting That Started it All" () 2. "Reisen and Orcus" () 3. "The Macho Fairy of the Desert" () 4. "The Liberators and God's Apostles" () - "Epilogue" |

| - "Prologue" 1. "The Saint of the Western Seas" 2. "Ghost Ship, Bane of Pirates" 3. "Divine Punishment" 4. "A Legendary Battle" - "Epilogue" |

| - "Prologue" 1. "The Merry Band of Liberators" 2. "A New Ancient Magic User" 3. "The Demon Army Vs. The Liberators" - "Epilogue" |

| - "Prologue" 1. "War and an Unexpected Reunion" 2. "Queen of the Forest" 3. "Shared Destiny" 4. "Miledi Reisen’s True Mettle" - "Epilogue" |

| 1. "There’s No Way My Little Miledi Can Be This Cute!" 2. "Laus’s Great Escape" 3. "Spirits of the Lake" 4. "Liberators Assemble" 5. "Tolling the Bells of Revolution" |

| - "Prologue" 1. "Total Warfare" 2. "The Dragon Kingdom and an Old Legend" 3. "The Vampire Nation and Forgotten Magic" 4. "The End of the World" 5. "A Promise to the Future" - "Epilogue" - "In the Distant Future" |

### Manga
Manga được chuyển thể bởi RoGa và được xuất bản trên trang Ovelap's Comic Gardo từ ngày 22 tháng 11 năm 2016, và quyển tập đầu tiên được xuất bản sau đó 3 ngày đến ngày 25 tháng 12 để cùng lúc xuất bản với cuốn light novel thứ 5..
Một spinoff hài kịch yonkoma của Mori Misaki, có tên là Arifureta: I Love Isekai (ありふれた日常で世界最強 Arifureta Nichijō de Sekai Saikyō), được xuất bản trên trang Overlap's Comic Gardo từ ngày 11 tháng 7 năm 2017..
Chuyển thể manga cho tiền truyện Arifureta Shokugyō de Sekai Saikyō của Kamichi Ataru được xuất bản vào ngày 23 tháng 2 năm 2018 trên trang Comic Gardo..

#### Arifureta
| 1. Hajimari (始まり Hajimari) 2. Isekai Shōkan (異世界召喚 Isekai Shōkan) 3. Tenshoku (天職 Tenshoku) 4. Orukusu dai Meikyū (オルクス大迷宮 Orukusu dai Meikyū) 5. Naraku no Soko (奈落の底 Naraku no Soko) | 1. Zetsubō (絶望 Zetsubō) 2. Aratanaru-ryoku (新たなる力 Aratanaru-ryoku) 3. Deai (出会い Deai) - Extra: Sono Deai wa, Unmei datta (その出会いは、運命だった Sono Deai wa, Unmei datta) |

| 1. Yue (ユエ Yue) 2. Sōten (蒼天 Sōten) 3. Yue no Shokuji (ユエの食事 Yue no Shokuji) 4. Ohanabatake (お花畑 Ohanabatake) 5. Hyaku-sō-me (百層目 Hyaku-sō-me) | 1. Sōshitsu (喪失 Sōshitsu) 2. Ketchaku (決着 Ketchaku) 14.5. Osukā Orukusu (オスカー・オルクス Osukā Orukusu) - Extra: Sassoku deta na!? (さっそく出たな!? Sassoku deta na!?) |

| 1. Shia Hauria (シア・ハウリア Shia Hauria) 2. Hauria-zoku (ハウリア族 Hauria-zoku) 3. Ahito-koku Feaberugen (亜人国フェアベルゲン Ahito-koku Feaberugen) 4. Tōkakan (十日間 Tōkakan) | 1. Tabidachi (旅立ち Tabidachi) 2. Raisen dai Meikyū (ライセン大迷宮 Raisen dai Meikyū) - Extra: Kanchigai Shinaide!? Mada Tomodachi nanka Janai ndakara ne!? (勘違いしないで!?まだ友達なんかじゃないんだからね!? Kanchigai Shinaide!? Mada Tomodachi nanka Janai ndakara ne!?) |

| 1. Doki waku Dai Meikyū!? (ドキワク大迷宮!? Doki waku Dai Meikyū!?) 2. Miredi Raisen (ミレディ・ライセン Miredi Raisen) 3. Kessen (決戦 Kessen) | 1. Shōnenba (正念場 Shōnenba) 2. Meikyū no Arika (迷宮の在処 Meikyū no Arika) 3. Yado Nite (宿にて Yado Nite) - Extra: To, Tomodachi Ga…… Dekimashita (〃°Д°〃) Mojimoji (と、友達が……できました（〃ﾟдﾟ〃）モジモジ To, Tomodachi Ga…… Dekimashita (〃°Д°〃) Mojimoji) - Bonus: Miredi-chan Dai Kaizō!! (ミレディちゃん大改造！！ Miredi-chan Dai Kaizō!!) |

| 1. Shūgeki (襲撃 Shūgeki) 2. Irai (依頼 Irai) 3. Saikai (再会 Saikai) | 1. Sōgū (遭遇 Sōgū) 2. Gekitotsu (激突 Gekitotsu) 3. Tio Kurarusu (ティオ･クラルス Tio Kurarusu) - Extra: Sensei? Ie, Shōdōbutsu Modokidesu (先生？いえ、小動物モドキです Sensei? Ie, Shōdōbutsu Modokidesu) |

| 1. Shin Sōbi (新装備 Shin Sōbi) 2. Megami no Ken (女神の剣 Megami no Ken) 3. Mirai-shi (未来視 Mirai-shi) | 1. Majin-zoku (魔人族 Majin-zoku) 2. Kattō (葛藤 Kattō) 3. Tio no Kako (ティオの過去 Tio no Kako) - Extra: Yue-san wa Yurushimasen! E e, Zettai ni Yurushimasen! (ユエさんは許しません！ええ、絶対に許しません！ Yue-san wa Yurushimasen! E e, Zettai ni Yurushimasen!) |

| 1. Kikan (帰還 Kikan) 2. Dēto (デート Dēto) 3. Myū (ミュウ Myū) | 1. Papa (パパ Papa) 2. Watashitachi no Sensō (私達の戦争 Watashitachi no Sensō) 3. Sanmon Shibai (三文芝居 Sanmon Shibai) - Extra: Afure Deru Haha Hashira e no, Tatta Hitotsu Nota Saeta Shizume-kata (溢れ出る母柱への、たった一つのた冴えた鎮め方 Afure Deru Haha Hashira e no, Tatta Hitotsu Nota Saeta Shizume-kata) |

| 1. Nagumo Hajime (南雲ハジメ Nagumo Hajime) 2. Ano Kata (あの方 Ano Kata) 3. Shirasaki Kaori (白崎香織 Shirasaki Kaori) | 1. Hoshīmono (欲しいもの Hoshīmono) 2. Ankaji Kōkoku (アンカジ公国 Ankaji Kōkoku) - Extra: (吸血姫様の冴え渡る女の勘, Kyūketsu Hime-sama no Saewataru On'na no Kan) - Bonus: Koyoi no o Aite Wa? (今宵のお相手は？ Koyoi no o Aite Wa?) |

| 1. Oashisu no Soko (オアシスの底 Oashisu no Soko) 2. Gurūen Kazan (グリューエン大火山 Gurūen Kazan) 3. Sore wa Chanto Mite (ちゃんと見て Sore wa Chanto Mite) | 1. Gādian (ガーディアン Gādian) 2. Kuria Jōken (クリア条件 Kuria Jōken) - Extra: Yue no Yan ka wa Kaori Kansatsu-ki (ユエのヤンかわ香織観察記 Yue no Yan ka wa Kaori Kansatsu-ki) |

| 1. Furīdo Baguā (フリード・バグアー Furīdo Baguā) 2. Tsūkaku Henkan (痛覚変換 Tsūkaku Henkan) 3. Dai Funka (大噴火 Dai Funka) | 1. Umibito-zoku (海人族 Umibito-zoku) 2. Erisen (エリセン Erisen) - Extra: Futari-tsuki i de OHANASHI Shita Dakenanoni (二人つきいで OHANASHI しただけなのに Futari-tsuki i de OHANASHI Shita Dakenanoni) |

| 1. Kaitei Iseki (海底遺跡 Kaitei Iseki) 2. Fune no Hakaba (船の墓場 Fune no Hakaba) 3. Pātī (パーティー Pātī) | 1. Taisetsu (大切 Taisetsu) 2. Saisei no Chikara (再生の力 Saisei no Chikara) - Extra: Hito no fu ga nai no? (人のふがないの？ Hito no fu ga nai no?) |

| 1. Sutekina Hitotachi (素敵な人達 Sutekina Hitotachi) 2. Itte Rasshai (いってらっしゃい Itte Rasshai) 3. Ōjo-sama (王女様 Ōjo-sama) | 1. Utsuro (虚ろ Utsuro) 2. Iregyurā (イレギュラー Iregyurā) - Extra: Ano Atataka-sa o Wasureru wa nai (あの温かさを忘わない Ano Atataka-sa o Wasureru wa nai) |

| 1. Itoshiki Hito (愛しき人 Itoshiki Hito) 2. Bakemono (化け物 Bakemono) 3. Hajime no Tame (ハジメの為 Hajime no Tame) | 1. Futokoro Koku (懐刻 Futokoro Koku) 2. Himatsubushi no Koma (暇つぶしの駒 Himatsubushi no Koma) - Extra: Kon'na Toki, Don'na Kao o Shitara ī no ka Wakaranai no (こんな時、どんな顔をしたら いいのか分からないの Kon'na Toki, Don'na Kao o Shitara ī no ka Wakaranai no) |

| 1. Gin'iro no Ōra (銀色のオーラ Gin'iro no Ōra) 2. Saku nō-shi Sukiru (作農師スキル Saku nō-shi Sukiru) 3. Hajimari no Noroshi (始まりの狼煙 Hajimari no Noroshi) | 1. Boku-ryū Orijinaru (僕流オリジナル Boku-ryū Orijinaru) 2. Watashi wa Tatakau (私は戦う Watashi wa Tatakau) - Extra: Sonotoki, Kanojo ga Omou Koto (その時、彼女が想うこと Sonotoki, Kanojo ga Omou Koto) |

| 1. Dō Natte ya Garu (どうなってやがる Dō Natte ya Garu) 2. Haisha (敗者 Haisha) 3. Gen no Karada (元の身体 Gen no Karada) | 1. Atarashī Watashi no Karada (新しい私の身体 Atarashī Watashi no Karada) 2. Ningenrashi-sa (人間らしさ Ningenrashi-sa) - Extra: Koitsu wa Yappari ki ni Kuwanai (こいつはやっぱり気にくわないっ Koitsu wa Yappari ki ni Kuwanai) |

Những chương chưa ở dạng tankōbon
1. Gohōbi (ご褒美 Gohōbi?)
2. Yoku Wakaranai (よくわからない Yoku Wakaranai?)
3. Ohisashiburi Desu! (お久しぶりです！ Ohisashiburi Desu!?)
4. Teikoku no Te (帝国の手 Teikoku no Te?)

#### Arifureta: I Love Isekai
| 1. Tabi no Hajimari (旅の始まり Tabi no Hajimari) 2. Tojin-zoku to no Sōgū (兎人族との遭遇 Tojin-zoku to no Sōgū) 3. Burukku no Machi (ブルックの町 Burukku no Machi) 4. Raisen Dai Meikyū ① (ライセン大迷宮① Raisen Dai Meikyū ①) 5. Raisen Dai Meikyū ② (ライセン大迷宮② Raisen Dai Meikyū ②) 6. Fyūren e (フューレンへ Fyūren e) | 1. Kokuryū (黒竜 Kokuryū) 2. Ryūjin zoku no Onēsan ① (竜人族のお姉さん ① Ryūjin zoku no Onēsan ①) 3. Ryūjin zoku no Onēsan ② (竜人族のお姉さん ② Ryūjin zoku no Onēsan ②) 4. Shia no Tān (シアのターン Shia no Tān) 5. Kaijin zoku no Ojōsan (海人族のお嬢さん Kaijin zoku no Ojōsan) 6. Musume-san e no Tonchinkan'na Kidzukai (娘さんへの頓珍漢な気遣い Musume-san e no Tonchinkan'na Kidzukai) |

| 1. Saikai (再会 Saikai) 2. Makenai Mon (負けないもん Makenai Mon) 3. Sabaku no Machi (砂漠の街 Sabaku no Machi) 4. Kazan no Meikyū (火山の迷宮 Kazan no Meikyū) 5. Sōnan (遭難 Sōnan) 6. Myū no Okāsan (ミュウのお母さん Myū no Okāsan) | 1. Merujīne Kaitei Iseki (メルジーネ海底遺跡 Merujīne Kaitei Iseki) 2. Shibashi no Wakare (しばしの別れ Shibashi no Wakare) 3. Yorimichi (寄り道 Yorimichi) 4. Nointo (ノイント Nointo) 5. Atarashī Karada (新しい体 Atarashī Karada) 6. Jigo Shori (事後処理 Jigo Shori) |

| 1. Feruniru (フェルニル Feruniru) 2. Tojin-zoku, Fautatabi (兎人族、ふたたび Tojin-zoku, Fautatabi) 3. Teikoku Sen'nyū (帝国潜入 Teikoku Sen'nyū) 4. Kōtei Gaharudo (皇帝ガハルド Kōtei Gaharudo) 5. Pātī (パーティー Pātī) 6. Ussausa (ウッサウサ Ussausa) | 1. Kaihō (解放 Kaihō) 2. Henshin (変身 Henshin) 3. Yume (夢 Yume) 4. Jukai no Shiren (樹海の試練 Jukai no Shiren) 5. Hanten (反転 Hanten) 6. Yome Shia (嫁シア Yome Shia) |

| 1. Yuki Asobi (雪遊び Yuki Asobi) 2. Yuki no Meikyū (雪の迷宮 Yuki no Meikyū) 3. Kokoro no Koe (心の声 Kokoro no Koe) 4. Onore to Notatakai (己との戦い Onore to Notatakai) 5. Hontō no Watashi (本当の私 Hontō no Watashi) 6. Kako no Jibun (過去の自分 Kako no Jibun) | 1. On'na no Yūjō? (女の友情？ On'na no Yūjō?) 2. Kanojo no Shiren (彼女の試練 Kanojo no Shiren) 3. Imawoikiru Ryūjinzoku (今を生きる竜人族 Imawoikiru Ryūjinzoku) 4. Yūsha no Shiren (勇者の試練 Yūsha no Shiren) 5. Otome no Shinpo (乙女の進歩 Otome no Shinpo) 6. Shito Futatabi (使徒再び Shito Futatabi) |

| 1. Yōkoso Maō-jō (ようこそ魔王城 Yōkoso Maō-jō) 2. Yuehito (ユエヒト Yuehito) 3. Daijina Hito o Ubawa Rete (大事な人を奪われて Daijina Hito o Ubawa Rete) 4. Taisaku Kaigi (対策会議 Taisaku Kaigi) 5. Sorezore no Junbi (それぞれの準備 Sorezore no Junbi) 6. Atsumaru Chikara (集まる力 Atsumaru Chikara) 7. Ai no Katachi? (愛のカタチ？ Ai no Katachi?) | 1. Kimi mo Hajimenisuto (君もハジメニスト Kimi mo Hajimenisuto) 2. Watashi to Mushi to Suzu to (私と虫と鈴と Watashi to Mushi to Suzu to) 3. Kessen Zen'ya (決戦前夜 Kessen Zen'ya) 4. Tatakai no Ato wa... (戦いのあとは… Tatakai no Ato wa...) 5. Shin'iki Channeru (神域チャンネル Shin'iki Channeru) 6. Saikyō no Tabi (最強の旅 Saikyō no Tabi) |

#### Arifureta Zero
| 1. Hajimari no Deai (始まりの出会い Hajimari no Deai) 2. Kan'yū (勧誘 Kan'yū) 3. Miredi Raisen (ミレディ・ライセン Miredi Raisen) 4. Jiyūna Ishi (自由な意志 Jiyūna Ishi) - Extra: Kijo ga, Watashi o Hito ni Shita (貴女が、私を人にした Kijo ga, Watashi o Hito ni Shita) |

| 1. Akogare no Hito (憧れの人 Akogare no Hito) 2. Tada no Rensei-shi (ただの錬成師 Tada no Rensei-shi) 3. Kami no Heishi (神の兵士 Kami no Heishi) 4. Raisen to Orukusu (ライセンとオルクス Raisen to Orukusu) - Extra: Beru, Watashi no Atarashī Tabi ga Hajimatta yo (ベル、私の新しい旅が始まったよ Beru, Watashi no Atarashī Tabi ga Hajimatta yo) |

| 1. Sabaku no Yōsei (砂漠の妖精 Sabaku no Yōsei) 2. Yakkaina Raihō-sha (厄介な来訪者 Yakkaina Raihō-sha) 3. Shōjo no Omoi (少女の想い Shōjo no Omoi) 4. Naizu Guryūen (ナイズ･グリューエン Naizu Guryūen) 5. Kami no Shito (神の使徒 Kami no Shito) - Extra: Sa, Sekai o Kaeru ze! (さぁ、世界を変えるぜ！ Sa, Sekai o Kaeru ze!) |

| 1. Shitō (死闘 Shitō) 2. Ketchaku (決着 Ketchaku) 3. Mōichido Sono Nade (もう一度その名で Mōichido Sono Nade) 4. Nishi e Nishi e (西へ西へ Nishi e Nishi e) 5. Andika (アンディカ Andika) 6. Kaizoku-goroshi no Gōsuto Shippu (海賊殺しのゴーストシップ Kaizoku-goroshi no Gōsuto Shippu) - Extra: Kosupure wa Shukujo no Tashinami! (コスプレは淑女の嗜み！ Kosupure wa Shukujo no Tashinami!) |

| 1. Seijo no Shōtai (聖女の正体 Seijo no Shōtai) 2. Ane (姉 Ane) 3. Shinobiyoru Ashioto (忍び寄る足音 Shinobiyoru Ashioto) 4. Shinbatsu Shikkō (神罰執行 Shinbatsu Shikkō) 5. Hontō no Kagayaki (本当の輝き Hontō no Kagayaki) 6. Tada no Itan-shada! (ただの異端者だ！ Tada no Itan-shada!) - Extra: Kijo o Ane to Yobitakute (貴女を姉と呼びたくて Kijo o Ane to Yobitakute) |

| 1. Rausu Bān (ラウス・バーン Rausu Bān) 2. Ōbakamono-tachi (大馬鹿者達 Ōbakamono-tachi) 3. Gekitotsu Futatabi (激突再び Gekitotsu Futatabi) 4. Bahāru Devoruto (バハール･デヴォルト Bahāru Devoruto) 5. Shinde Tamaru ka! (死んでたまるか！ Shinde Tamaru ka!) - Extra: Watashi wa Hitori no Ningenda! (私は一人の人間だ！ Watashi wa Hitori no Ningenda!) |

| 1. Shinwa no Tatakai (神話の戦い Shinwa no Tatakai) 2. Sorezore no Sentaku (それぞれの選択 Sorezore no Sentaku) 3. Meiru Merujīne (メイル・メルジーネ Meiru Merujīne) 4. Shien-sha (支援者 Shien-sha) 5. Shūgeki (襲撃 Shūgeki) 6. Minami e (南へ Minami e) - Extra: Hontō no Mahōtsukai o Mezashite (本当の魔法使いを目指して Hontō no Mahōtsukai o Mezashite) |

| 1. Kyūshutsu Sakusen (救出作戦 Kyūshutsu Sakusen) 2. Maō Rasūru (魔王･ラスール Maō Rasūru) 3. Kyōdai (兄弟 Kyōdai) 4. Hangeki (反撃 Hangeki) 5. Shinjitsu (真実 Shinjitsu) 6. Hito no Chikara (人の力 Hito no Chikara) 7. Ichi ni Itaru Monogatari (一に至る物語 Ichi ni Itaru Monogatari) |

### Kịch nhạc
Hai bản kịch nhạc được sản xuất dựa trên cuốn volume thứ bảy và thứ tám của light novel vào ngày 25 tháng 12 năm 2017, và ngày 25 tháng 4 năm 2018. The drama CDs share the same voice cast as the anime.

### Anime
Chuyển thể anime của seires được công bố vào ngày 2 tháng 12 năm 2017. Anime được dự kiến khởi chiếu vào tháng 4 năm 2018, nhưng vào ngày 15 tháng 1 năm 2018, vì "một vài lý do" mà ngày khởi chiếu sẽ được dời lại.. Series sẽ công chiếu vào ngày 8 tháng 7 năm 2019 trên các đài AT-X, Tokyo MX, SUN, và BS11. Ban đầu, seires đáng lẽ đã được đạo diễn và viết kịch bản bởi Kamiya Jun và Fudeyasu Kazuyuki, với nhà sản xuất White Fox cùng Tobe Atsuo thiết kế nhân vật, người cũng đã góp công thiết kế hoạt ảnh chính. Tuy nhiên, vì sự tạm dừng, từ ngày 29 tháng 4 năm 2018, Yoshimoto Kinji sẽ trở thành đạo diễn của seires cùng với hãng sản xuất Asread hợp tác với White Fox để sản xuất. Thêm vào đó, Kojima Chika thay cho Tobe Atsuo phụ tránh mảng thiết kế nhân vật, và Fudeyasu Kazuyuki được thay cho Sato Shoichi và Yoshimoto Kinji. Takahashi Ryō soạn thảo nhạc cho bộ phim. Void_Chords cùng với LIO sáng tác bài hát mở đầu cho seires "FLARE", trong khi DracoVirgo sáng tác bài hát kết thúc "First Song" (ハジメノウタ Hajime no Uta).

## Đón nhận
Series light novel bán chạy đứng thứ 27 vào đầu năm 2017, với 84,372 bản in.
Silverman Rebecca của Anime News Network tỏ ra ấn tượng với seires, ca ngợi đây là "sự thay đổi tốt so với truyển thống" rằng anh hùng của chúng ta đã làm việc chăm chỉ để tăng sức mạnh của mình thay vì ngay lập tức có nó như một số light novel khác. Cô chỉ trích về mối quan hệ tình cảm giữa Hajime và Yue, cái mà cô gọi là "không lành mạnh".